# Бугаенко, Дмитрий Никитович
Дмитрий Никитович Бугаенко (9 ноября 1930 — 21 февраля 2011) — советский работник сельского хозяйства, механизатор колхоза имени ХХ партсъезда Азовского района Ростовской области, 
Герой Социалистического Труда.

## Биография
Родился 9 ноября 1930 года в селе Петровка Азовского района Ростовской области в большой крестьянской семье.
В тринадцать лет Дмитрий пошел работать. В 16 лет стал прицепщиком. Так началась его трудовая биография. 
Потом работал механизатором широкого профиля колхоза имени ХХ партсъезда в селе Пешково Азовского района Ростовской области. 
Летом 1973 года на уборке урожая звено Бугаенко намолотило 5040 центнеров за день, установив рекорд намолота в районе. За успехи, достигнутые во Всесоюзном социалистическом соревновании и трудовую доблесть в выполнении обязательств по увеличению производства и продажи государству зерна и других продуктов земледелия удостоен звания Героя.
Член КПСС, делегат XXVI съезда КПСС.
Только в 2003 году ушел из сельского хозяйства на заслуженную пенсию. 
Умер 21 февраля 2011 года.

## Награды
- Герой Социалистического Труда (1973).
- Два ордена Ленина (1971, 1973), медаль «За трудовую доблесть» (1960).
- «Отличник сельского хозяйства» (1954).
- Награждён Почётной грамотой администрации Ростовской области (в связи с 75-летием)[3].